# Дечак и виолина
Дечак и виолина је југословенски филм из 1975. године. Режирао га је Јован Ранчић, а сценарио су писали Аленка Ранчић и Јован Ранчић.

## Радња
У Дому за децу палих бораца окупљени су дечаци који су музички надарени. Међу њима је и Горан, који је предан виолини она му постаје најбољи друг и узрок многобројних неспоразума који ће бити изглађени залагањима васпитача.

## Улоге
| Глумац             | Улога                |
| ------------------ | -------------------- |
| Добривоје Дробац   | Горан                |
| Небојша Бакочевић  | Жућа                 |
| Драгомир Фелба     | Ратко                |
| Светислав Гонцић   | Бора                 |
| Татјана Петричевић | Јелена               |
| Душан Јанићијевић  | Комшија              |
| Аленка Ранчић      | Вера                 |
| Дина Рутић         |                      |
| Трипо Симонути     | одрасли Горан        |
| Миња Војводић      |                      |
| Јанез Врховец      | директор дечјег дома |
| Владан Живковић    | Жарко                |
| Борис Вукањац      | Мрки                 |